# Сен-Марсьяль (Канталь)
Сен-Марсья́ль (фр. Saint-Martial, окс. Sant Martial) — коммуна во Франции, находится в регионе Овернь. Департамент — Канталь. Входит в состав кантона Шод-Эг. Округ коммуны — Сен-Флур.
Код INSEE коммуны — 15199.
Коммуна расположена приблизительно в 450 км к югу от Парижа, в 105 км южнее Клермон-Феррана, в 50 км к востоку от Орийака.

## Население
Население коммуны на 2008 год составляло 75 человек.
| 1962 | 1968 | 1975 | 1982 | 1990 | 1999 | 2008 |
| ---- | ---- | ---- | ---- | ---- | ---- | ---- |
| 118  | 124  | 96   | 83   | 78   | 78   | 75   |

## Администрация
| Период | Период | Фамилия      | Партия | Примечания |
| ------ | ------ | ------------ | ------ | ---------- |
| 2001   | 2008   | Пьер Подвинь |        |            |
| 2008   |        | Ален Рош     |        |            |

## Экономика

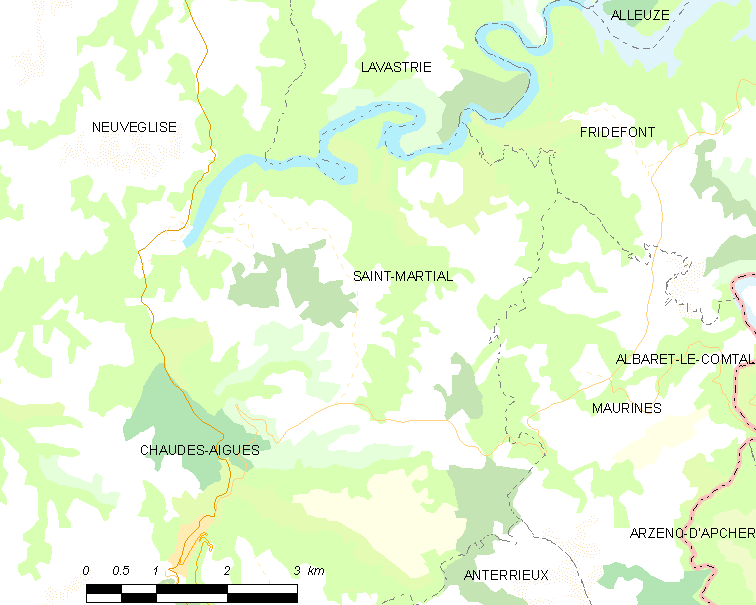
Карта коммуны

В 2007 году среди 53 человек в трудоспособном возрасте (15—64 лет) 43 были экономически активными, 10 — неактивными (показатель активности — 81,1 %, в 1999 году было 67,4 %). Из 43 активных работали 40 человек (26 мужчин и 14 женщин), безработных было 3 (2 мужчин и 1 женщина). Среди 10 неактивных 1 человек был учеником или студентом, 4 — пенсионерами, 5 были неактивными по другим причинам.